# Eberl (Adelsgeschlecht)

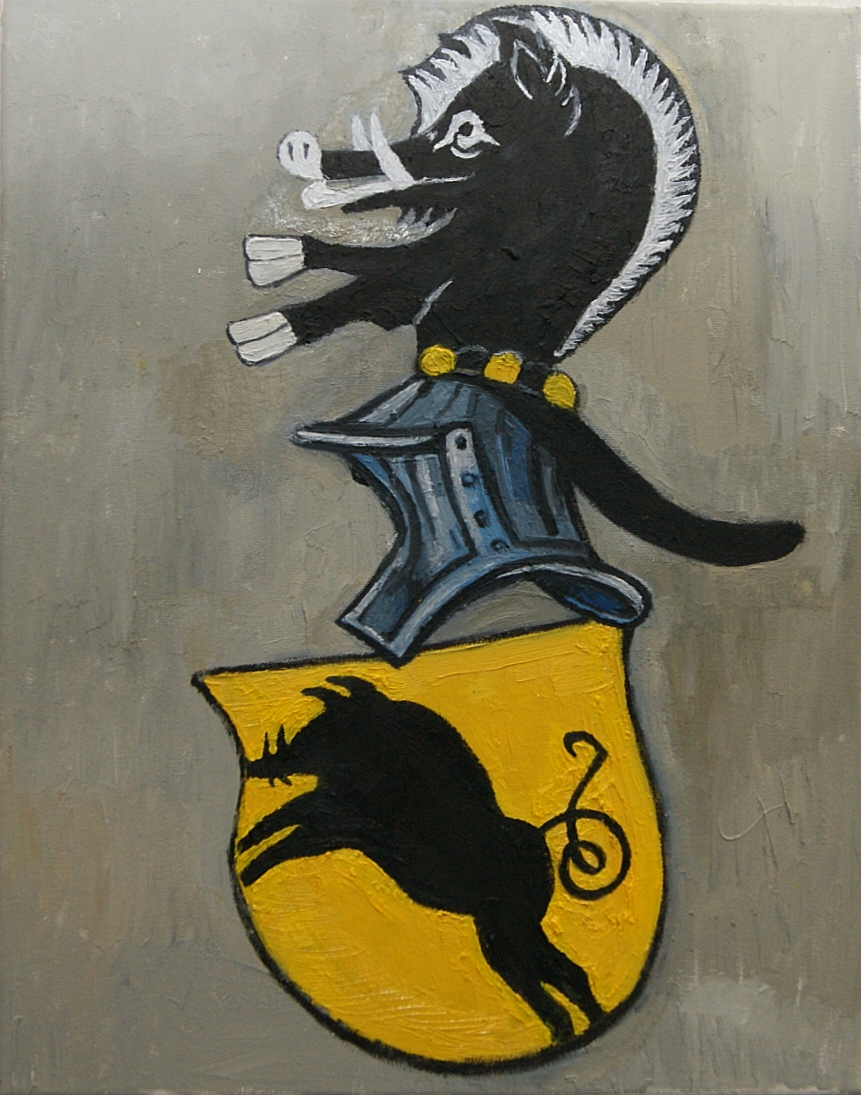
"Wappen aus dem Wappenbrief für Peter Eberl, Nürnberg, 15. März 1543 durch Kaiser Ferdinand I." (Sammlung Gerhard Eberl, Japons, Niederösterreich; gemalt von Matthias Laurenz Gräff)

Die Eberl sind eine Familie des österreichischen Adels.

## Geschichte
Die erste Nennung fällt in das Jahr 1547 zu Nürnberg, in dem Peter Eberl von Kaiser Ferdinand I. einen Wappenbrief erhält. Sein Sohn Lukas I. von Eberl nahm für das Haus Habsburg an Kriegen in Spanien, den Niederlanden und in Ungarn teil. Er hatte zwei Söhne, Lukas II. von Eberl und Engelhart von Eberl. Lukas II. war in Ungarn in Kämpfe gegen die Türken involviert und erfüllte Missionen als kaiserlicher Kurier. Aufgrund seiner Verdienste ernannte ihn Kaiser Rudolf II. zum kk Postmeister von Stockerau, Hollabrunn und Neudorf. 1606, am 28. Februar zu Prag, wurden die Gebrüder Johann Conrad und Johann Josaphat, Hofrichter zu Ungarisch-Altenburg und Göttwich (Göttweig), in den Stand des Reichsadels erhoben. Am 19. Juli 1610 zu Prag wurden Lukas II. von Eberl, Postmeister zu Stockerau, und sein Bruder Engelhard Rudolph von Eberl in den Adelsstand erhoben und deren Wappen gebessert. Am 19. September 1612 erhob Kaiser Matthias Lukas II. von Eberl in den erblichen Ritterstand des Heiligen Römischen Reiches und der Österreichischen Erblande. In den Wirren des Dreißigjährigen Krieges wurde das Diplom verloren (und erst 1763 erneuert). Lukas II. hatte die Söhne Lukas III. von Eberl und Maximilian Eberl.
Der ältere Sohn Lukas III. hatte die Söhne Lukas IV. von Eberl und Jakob von Eberl. Lukas IV. war kk Postmeister zu Stockerau und Mallebern (?). Karl von Eberl war kk Postmeister von Stockerau und Mallebern. Dessen Sohn Anton von Eberl (1725–1790) war kk Postmeister zu Stockerau. Er hatte zwei Söhne, Joseph von Eberl (geb. 1752), Doktor beider Rechte, und Michael von Eberl (geb. 1759), kk Postmeister zu Stockerau. Auf Ansuchen von Johann Michael von Eberl, niederösterreichischer Landschaftssekretär, wurde der Familie 20. Jänner 1763 der Adel erneuert (da das Diplom in den Wirren des Dreißigjährigen Krieges verlustig ging). Seine Nachkommen blühen noch.
Der jüngere Sohn des Lukas II. von Eberl, Maximilian von Eberl, wurde 1621 und 1637 in die Postmeisterstellen bestätigt. Er hatte die Söhne Maximilian, Lukas und Franz von Eberl. Franz war kaiserlicher Rittmeister und in den Türkenkriegen 1683 unter dem Kommando des Herzogs von Lothringen beim Entsatz von Wien dabei. Einer seiner Nachkommen war Raimund von Eberl (1766–1833), kaiserlicher Oberst und aufgrund seiner Eigenschaft als Ritter des Maria-Theresien-Orden 1815 in den Freiherrenstand erhoben. Sein Sohn Anton Freiherr von Eberl, kk Hauptmann, Sohn des Vorigen, lebte seit 1844 in Steyr und war Dichter der Erinnerungen an Tyrol (Innsbruck 1835 und 1839). Sein Stamm ist ausgestorben.
Ohne Anschluss:
- 1561 wird Ruprecht Eberl von Wesendorf Hauptmann von Stift Göttweig in Niederösterreich.